# Grin-Grin
Grin-Grin est un magazine malien francophone bimestriel, fondé en 1986 et destiné à la jeunesse. Il est édité par la coopérative Jamana.

## Historique
Le magazine Grin-Grin est publié à partir de 1986 par la coopérative Jamana, elle-même fondée par l'ancien ministre Alpha Oumar Konaré. Il est largement lu par la jeunesse. « Grin » signifie « cercle d'amis, de causerie ».
Le journal cesse de paraître, selon les sources, en 1996, ou bien entre janvier 1994 à octobre 1995. Il est néanmoins publié de nouveau par la suite ; il paraît toujours en 2016.

## Format et diffusion
Grin-Grin se présente sous la forme d'un magazine de vingt pages, imprimé en noir et blanc, largement illustré, avec près de la moitié de sa pagination constituée de planches de bande dessinée.
Le trimestriel est diffusé à 3 000 exemplaires selon des données de 1992. En 1998, sa diffusion est estimée à 2 000 exemplaires ; c'est alors le seul journal jeunesse malien.
Son prix est de 500 francs CFA en 1998.

## Équipe éditoriale
L'équipe de Grin-Grin est composée, en 1989, de trois salariés, dont deux dessinateurs, et reçoit l'aide d'autres journalistes de la coopérative Jamana. En 1992, son directeur de la publication est Abdoul Traore, dit Diop.
De nombreux dessinateurs de presse et caricaturistes maliens des années 1980 et 1990 sont passés par la rédaction de Grin-Grin.